# Tinea behrensella
Tinea behrensella är en fjärilsart som beskrevs av Victor Toucey Chambers 1875. Tinea behrensella ingår i släktet Tinea och familjen äkta malar. Inga underarter finns listade i Catalogue of Life.